# Kobe Bryant
Kobe Bean Bryant (Filadelfia, Pensilvania, 23 de agosto de 1978-Calabasas, California, 26 de enero de 2020) fue un baloncestista estadounidense que jugaba en la posición de escolta. Disputó veinte temporadas en la NBA, todas ellas en Los Angeles Lakers.
Hijo del exjugador de baloncesto Joe Bryant, está considerado como uno de los mejores baloncestistas de todos los tiempos. Ganó cinco campeonatos de la NBA con los Lakers y dos medallas de oro olímpicas con la selección estadounidense, fue dieciocho veces All-Star, quince veces All-NBA (once de ellas en el primer quinteto), doce veces miembro de los mejores quintetos defensivos, MVP de la Temporada en 2008, MVP de las Finales en 2009 y 2010 y máximo anotador de la liga en 2006 y 2007. En 2020 fue incluido de manera póstuma en el Salón de la Fama del Baloncesto.
Bryant dio el salto a la NBA directamente desde el instituto Lower Merion de Filadelfia en 1996, año en el que fue seleccionado por los Charlotte Hornets en el Draft, pero fue traspasado inmediatamente a los Lakers. Junto con Shaquille O'Neal, llevó a su equipo a la consecución de tres títulos consecutivos de la NBA entre 2000 y 2002. Tras la salida de O'Neal en 2004, Bryant se convirtió en la estrella en solitario del equipo angelino y entre 2005 y 2007 logró varias plusmarcas de anotación. Después de perder las Finales en 2008, llevó a los Lakers a la obtención de dos campeonatos consecutivos en 2009 y 2010. Las lesiones lastraron sus últimos años de carrera y se retiró al término de la temporada 2015-16.
Bryant ocupa el cuarto lugar en la lista de máximos anotadores de la historia de la NBA, tanto en temporada regular como en Playoffs, y los 81 puntos que anotó ante los Toronto Raptors en enero de 2006 son la segunda mejor anotación de la historia de la NBA por detrás de los 100 puntos de Wilt Chamberlain en 1962.
El 18 de diciembre de 2017 sus camisetas con los dorsales 8 y 24 fueron retiradas por los Lakers, siendo la primera vez en la historia de la NBA que un equipo retira dos números distintos a un mismo jugador. Ese mismo día se presentó su corto «Dear Basketball», dirigido por Glen Keane, y en el que narró, en imágenes, la carta que escribió en The Players' Tribune anunciando su retirada. Dicho corto ganó un Óscar en la categoría mejor corto de animación.
Falleció el 26 de enero de 2020 a los 41 años de edad en un accidente de helicóptero en la localidad californiana de Calabasas junto a otras ocho personas (incluido el piloto), y entre quienes se encontraba su hija Gianna Maria de trece años.

## Carrera deportiva

### Instituto

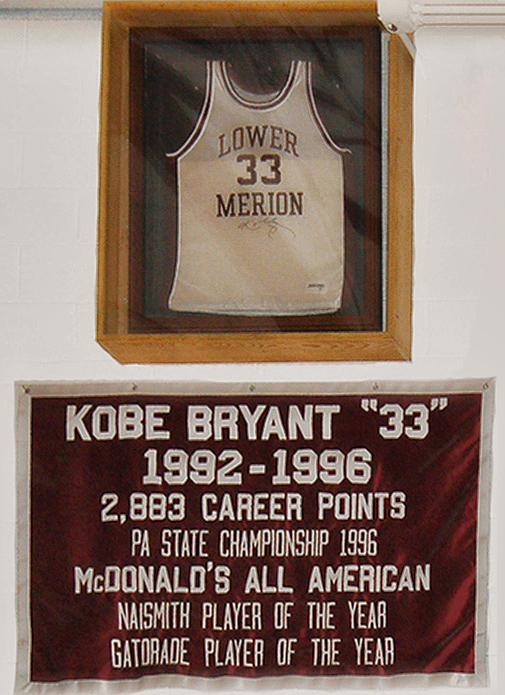
Su camiseta del Instituto Lower Merion en Ardmore (Filadelfia) retirada como homenaje.

Tras vivir en Italia, en 1991 Bryant regresó a Estados Unidos, donde asistió al Instituto Lower Merion de Ardmore, en el municipio de Lower Merion de Filadelfia y se unió a los Aces, su equipo de baloncesto. A pesar de tener un primer año mediocre, en el que solo lograron 4 victorias y 20 derrotas, en los tres siguientes el equipo acumuló un balance de 77 victorias y 13 derrotas, periodo en el que Bryant jugó en todas las posiciones de la cancha. Se convirtió en el máximo anotador de la historia del instituto con 2883 puntos, tras superar la marca de Wilt Chamberlain (2359 puntos) y de Carlin Warley (2441 puntos). USA Today y Parade Magazine le galardonaron en su año sénior con el premio Naismith Prep Player of the Year Award y fue incluido en el McDonald's All-America Team. Esa temporada, sus promedios fueron de 30,8 puntos, 12 rebotes, 6,5 asistencias, 4 robos de balón y 3,8 tapones por partido, y lideró a Lower Merion al título estatal Class AAAA con un récord de 31-3. Además, ante Marple Newtow, realizó su mejor partido anotador con 50 puntos. Tras terminar el instituto, decidió no pasar por la universidad y presentarse al draft de la NBA, convirtiéndose en el sexto jugador de la liga en hacerlo hasta ese momento.
En 2012 Bryant fue elegido como uno de los 35 mejores McDonald's All-American.

### Profesional en la NBA

#### 1996-1999: primeros años
En el draft de la NBA de 1996, Charlotte Hornets lo seleccionó en la decimotercera posición. El entonces mánager general de los Lakers, Jerry West, había sido testigo del potencial y habilidades baloncestísticas de Kobe en los campus previos al draft. Inmediatamente después del draft, Bryant expresó por medio de su agente su deseo de no jugar con los Hornets. Quince días más tarde, West traspasó a su pívot titular Vlade Divac a los Hornets por el joven Bryant.
Durante su primera temporada no jugó mucho, con un promedio de 7,6 puntos, 1,9 rebotes, 1,3 asistencias y 15,5 minutos en 71 partidos, 6 de ellos como titular. Firmó 11,3 puntos en los últimos 13 partidos de la temporada regular y 12,4 puntos en los 26 partidos en los que jugó no más de veinte minutos. En el All-Star Weekend fue una de las estrellas, en primer lugar debido a su registro de 31 puntos en el Schick Rookie Game, y posteriormente gracias a ganar el concurso de mates, donde consiguió 49 de 50 puntos posibles.
Bryant apareció en los nueve encuentros de playoffs disputados por los Lakers, desde el banquillo y con un promedio de 8,2 puntos por partido. En el tercer partido de la primera ronda ante Portland Trail Blazers anotó 22 puntos, y en el también tercero de las Semifinales de Conferencia ante Utah Jazz aportó 19.
En su segunda temporada, se convirtió en el jugador más joven en disputar un All-Star Game, con unos registros de 18 puntos y 6 rebotes. Comenzó a jugar más minutos y contar con más importancia en el equipo, aunque todavía no se había consagrado como titular en los Lakers, pues lo superaban Nick Van Exel y Eddie Jones. Promedió 15,4 puntos en 79 partidos, uno de ellos como titular, por lo que estuvo entre los aspirantes para ganar el premio al Mejor Sexto Hombre. Los Lakers realizaron una gran temporada, consiguieron un balance de 61 victorias y 21 derrotas, y ganaron el título de División Pacífico, aunque cayeron en las Finales de Conferencia ante Utah Jazz.
En la temporada 1998-99 incrementó notablemente sus números en la liga, con un promedio de 19,9 puntos, decimoquinto en la NBA. Lideró a los Lakers en robos de balón con 1,44 por partido y fue seleccionado en el tercer mejor quinteto de la liga. Sin embargo, los angelinos no llegaron más allá de las Semifinales de Conferencia.

#### 2000-2002: llegan los campeonatos

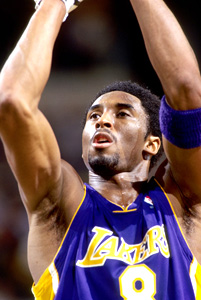
Bryant, con los Lakers en 1999.

Con la llegada de Phil Jackson al banquillo californiano, el rumbo de Bryant cambió por completo y se convirtió en uno de los mejores escoltas de la liga. Apareció en el segundo mejor quinteto de la liga, en el mejor defensivo y en el All-Star Game como titular. Del 10 al 16 de abril fue nombrado mejor jugador de la semana tras promediar 29,7 puntos, 7 asistencias y 6 rebotes por partido. En la temporada, Bryant promedió 22,5 puntos, 6,3 rebotes y 4,9 asistencias en 66 encuentros. Su asociación con Shaquille O'Neal resultó formar un tándem imparable; los Lakers arrasaron en la temporada regular con un récord de 67-15, y llegaron en playoffs hasta las Finales de la NBA tras eliminar a Sacramento Kings, Phoenix Suns y Portland Trail Blazers. Ante los Blazers, la eliminatoria se extendió hasta el séptimo y decisivo partido, donde los Lakers llegaron a ir perdiendo por más de veinte puntos y dieron la vuelta al marcador de manera espectacular en el último cuarto, en el que consiguieron un parcial de 31-13. Posteriormente se enfrentaron a los Indiana Pacers de Reggie Miller, a quienes ganaron la serie por 4-2, para conseguir así el primer campeonato desde 1988 y el primero en la cuenta particular de Bryant. O'Neal logró por su parte el título de MVP de las Finales.
La siguiente temporada fue parecida, aunque sin mostrar la misma superioridad ante el resto en temporada regular, y los Lakers acabaron alcanzando un balance de 56-26. Sin embargo, en playoffs el equipo volvió a sobresalir ante sus rivales: arrolló por 4-0 a Portland, Sacramento y San Antonio Spurs antes de verse las caras con Allen Iverson y sus Philadelphia 76ers en las Finales. Ya en ellas, perdieron el primer partido de la serie (y el primero en esos playoffs), para posteriormente vencer en los cuatro siguientes duelos y alzarse por segundo año consecutivo con el anillo. Bryant promedió 28,5 puntos por partido en temporada regular y aumentó sus números en playoffs hasta los 29,4. Además, le nombraron mejor jugador del mes de diciembre tras firmar 32,3 puntos, 4,8 rebotes y 4,9 asistencias en 16 partidos.
En la siguiente campaña, Bryant volvió a alzarse entre los máximos anotadores de la liga, con un promedio de 25,2 puntos junto con 5,5 asistencias y 5,5 rebotes en 38,3 minutos por partido. Se le incluyó por primera vez en su carrera en el mejor quinteto de la liga y ganó su primer MVP del All-Star Game, habiendo anotado 31 puntos, 5 rebotes y 5 asistencias, y llevado al oeste a la victoria en su ciudad natal Filadelfia, en la cancha de los Sixers. Además, completó una de sus mejores actuaciones en la NBA el 14 de enero de 2002 ante Memphis Grizzlies, con 56 puntos (36 de ellos en la primera parte), lo que era hasta ese momento su récord anotador en un partido. En playoffs, los Lakers accedieron sin problemas hasta las Finales de Conferencia, donde les esperaban unos enrachados Sacramento Kings. Tras dominar la mayor parte de la eliminatoria, los Kings llegaron a los últimos instantes del cuarto encuentro por delante en el marcador, con todo a favor para clasificarse a las Finales de la NBA. Sin embargo, tras un lanzamiento, Vlade Divac despejó el balón en vez de rebotarlo y Robert Horry anotó un triple sobre la bocina que les dio el partido, y por tanto, las esperanzas. Los Lakers vencieron en los dos siguientes duelos y accedieron por tercer año consecutivo a las Finales. En ellas, unos inexpertos New Jersey Nets liderados por el base Jason Kidd constituyeron un fácil rival para los angelinos, que tras cuatro partidos se alzaron con un nuevo anillo, tercero para Bryant.

#### 2003-2004: fin de la hegemonía
En la temporada 2002-03, Bryant promedió 30 puntos por partido, y alcanzó además una cifra histórica al anotar 40 o más puntos en nueve partidos consecutivos, con 40,6 puntos de promedio en el mes de febrero. Además, promedió 6,9 rebotes, 5,9 asistencias y 2,2 robos de balón, y por primera vez en su carrera fue elegido en los mejores quintetos tanto de la liga como defensivo. Tras finalizar los Lakers con un récord de 50-32, eliminaron en primera ronda de playoffs a Minnesota Timberwolves por 4-2 para posteriormente caer ante San Antonio Spurs en Semifinales de Conferencia.
En la siguiente temporada los Lakers ficharon a Karl Malone y a Gary Payton, quienes redujeron considerablemente sus salarios para incorporarse al equipo. Con un quinteto titular de calidad indiscutible —cuatro de ellos lograrían entrar en el Salón de la Fama—, los californianos presentaban muchas opciones al título. Tras una temporada con problemas de lesiones de sus jugadores más destacados, los Lakers acabaron con un balance de 56-26, Bryant habiendo promediado 24 puntos, 5,5 rebotes y 5,1 asistencias por partido. En playoffs, eliminaron sin problemas en primera ronda a Houston Rockets, y se encontraron en la siguiente ronda a los Spurs, que ostentaban el último título de campeones. En el quinto partido, un tiro de Derek Fisher en la bocina para ganar el encuentro salvó la eliminatoria y los Lakers, tras batir a los Timberwolves en las Finales de Conferencia, entraron a las Finales de la NBA. En ellas, llegó el fracaso y con él, el final de la hegemonía angelina. Su rival, Detroit Pistons, ganó fácilmente las Finales por 4-1, tras anular en todo momento a las estrellas de los Lakers con una férrea y dura defensa. Bryant, con un triple en la bocina en el segundo partido, envió el partido a la prórroga para ganar el único partido de la serie.

#### 2004-2007: tras la marcha de Shaquille O'Neal

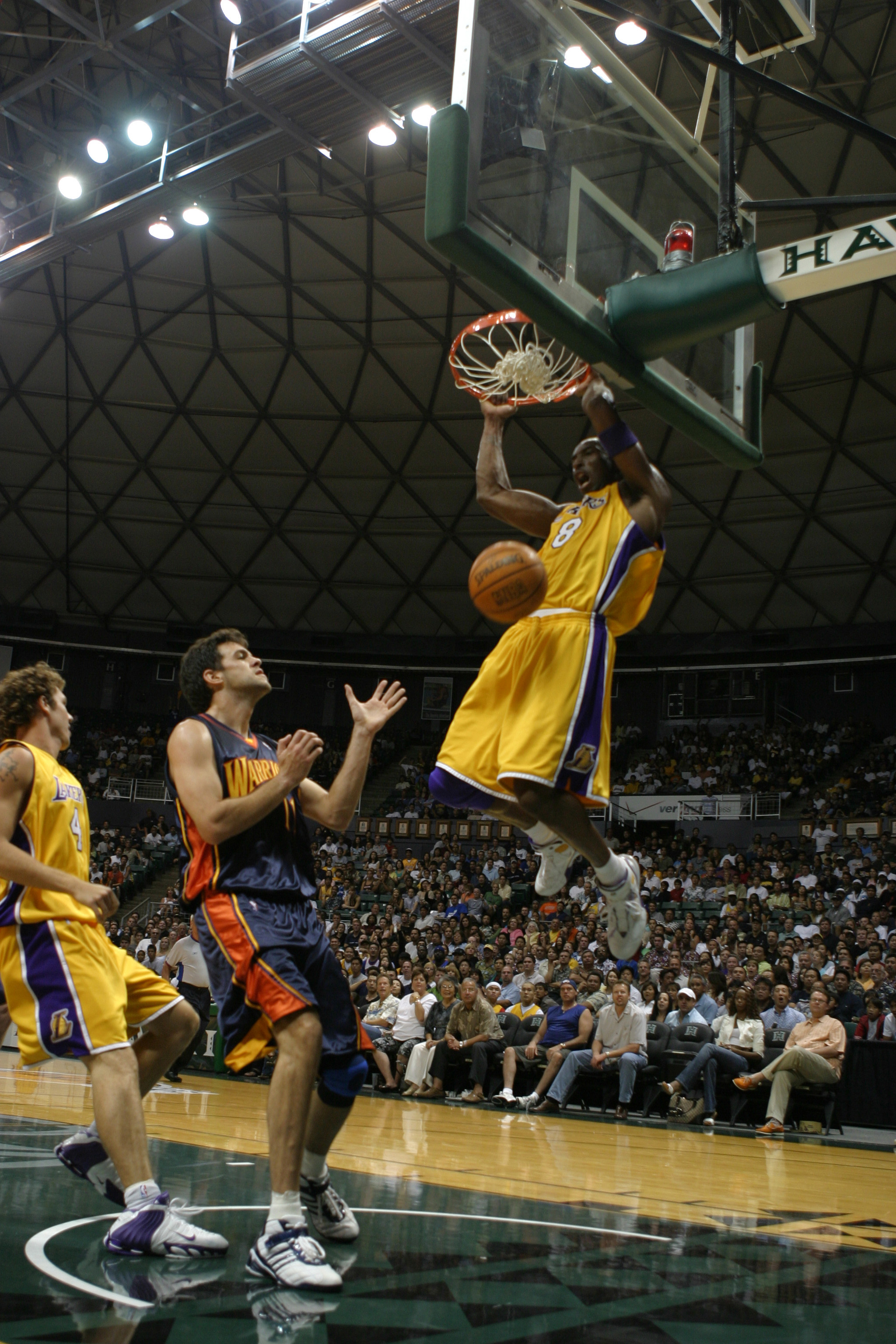
Kobe realizando un mate en un partido ante Golden State Warriors.

Tras el fracaso de la campaña anterior, Shaquille O'Neal fue traspasado a Miami Heat, mientras que Phil Jackson, Gary Payton y Karl Malone dejaron el equipo, por lo que Bryant se convertía en el auténtico líder del equipo. El nuevo entrenador era Rudy Tomjanovich, aunque a mitad de temporada tuvo que dejar el cargo debido a problemas de salud, y su asistente Frank Hamblen lo reemplazó. A pesar de que Bryant fue el segundo máximo anotador de la liga con 27,6 puntos por partido, los Lakers realizaron una pésima temporada y quedaron incluso por debajo de Los Angeles Clippers, el llamado «hermano pobre de L.A.», y no alcanzaron los playoffs por primera vez en una década. Bryant no entró en ningún quinteto defensivo y fue relegado al tercer mejor quinteto de la temporada.
Además, las críticas hacia Bryant continuaban en el libro de Phil Jackson titulado The Last Season: A Team in Search of Its Soul, que detallaba los eventos de la pasada temporada y calificaba a Bryant, entre otras palabras, de «imposible de entrenar».
La temporada 2005-06 marcó el retorno de Jackson al banquillo angelino a pesar de sus diferencias en el pasado con Bryant. Además, el escolta resolvió sus conflictos con su excompañero O'Neal. Los Lakers realizaron una magnífica campaña y entraron en playoffs tras ganar 45 partidos en temporada regular, once más que en la anterior. Los 35,4 puntos por partido de Bryant le valieron para ser el máximo anotador de la liga por primera vez. El recital de Bryant comenzó el 20 de diciembre de 2005, cuando anotó 62 puntos en tres cuartos en la victoria ante Dallas Mavericks. En el último cuarto, la ventaja era tal que Bryant llevaba más puntos que los propios Mavericks (62-61), y fue el único jugador en realizar tal hazaña desde que entró a la liga el reloj de posesión de 24 segundos. El 16 de enero de 2006, cuando los Lakers se encontraron con Miami Heat, Bryant y O'Neal se estrecharon las manos y se abrazaron, lo que dio por finalizadas las disputas que existían entre ambos desde que el pívot salió de Los Ángeles.
La noche del 22 de enero de 2006, en un partido ante Toronto Raptors en el Staples Center, Bryant batió finalmente el récord individual de anotación de la franquicia, que ostentaba Elgin Baylor con 71 puntos, al conseguir 81 en la victoria de los Lakers por 122-104; así, se colocó en el segundo puesto de la clasificación global de la NBA, solo por detrás de los 100 de Wilt Chamberlain en 1962.
También en enero, Bryant se convirtió en el único jugador desde 1964 en anotar 45 puntos o más en cuatro partidos consecutivos (solo Chamberlain y Baylor lo habían logrado). En dicho mes, Kobe promedió 43,4 puntos por partido, el octavo mejor registro en un mes en la historia de la NBA y el mejor de un jugador aparte de Chamberlain. Al final de la temporada, Bryant batió varios récords de franquicia, como el de más partidos por encima de los 40 puntos con 27 y más puntos anotados, 2832, entre otros. Bryant finalizó en el cuarto puesto en la votación para el MVP de la Temporada, superado por segundo año consecutivo por el base Steve Nash de Phoenix Suns.
En playoffs, los Lakers se enfrentaron en primera ronda con Phoenix Suns, a quienes llegaron a tener contra las cuerdas con 3-1 en la eliminatoria, con varias actuaciones claves de Kobe como el tiro ganador en el cuarto partido. A pesar de estar a un paso de la clasificación, los angelinos desaprovecharon la ventaja y se vieron batidos por los Suns, quienes remontaron la serie y apearon a unos decepcionados Lakers.
En el verano Bryant anunció que cambiaba su dorsal del 8 al 24, su primer número en el instituto, para la siguiente temporada. Posteriormente declaró a la TNT que en su año rookie quería el dorsal 24, pero no estaba disponible, al igual que el 33, su segundo dorsal de instituto, que estaba retirado en honor a Kareem Abdul-Jabbar. Bryant vistió el 143 en el Adidas ABCD Camp, por lo que eligió el 8 como suma de los tres números. También usó el 8 en Italia en honor a Mike D'Antoni, uno de sus primeros ídolos.

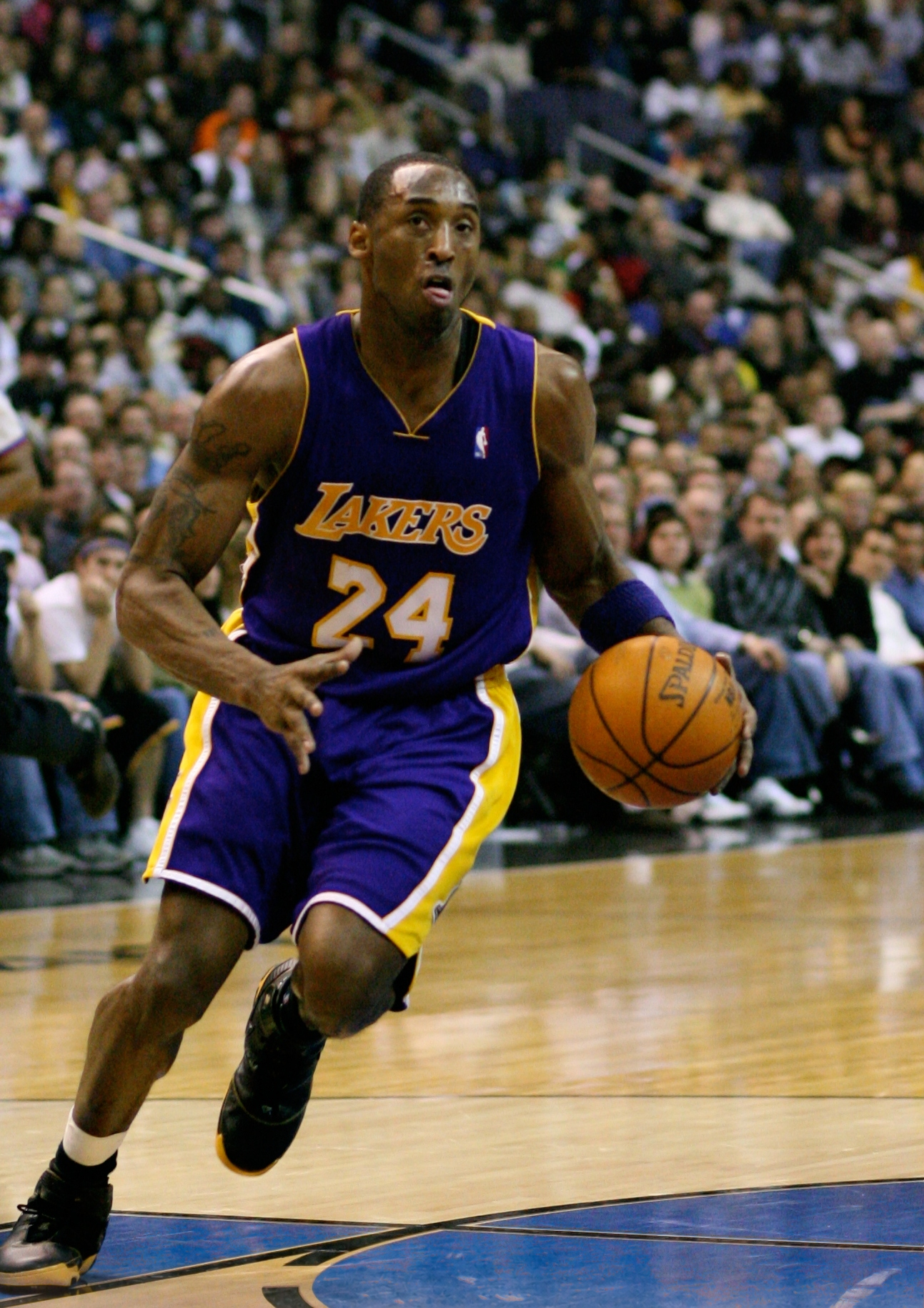
Bryant anotó 50 puntos o más en 4 partidos consecutivos en 2007.

Durante la temporada 2006-07, Bryant fue seleccionado para disputar su noveno All-Star Game jugado en Las Vegas, donde ganó además su segundo MVP del partido tras anotar 31 puntos, capturar 5 rebotes, repartir 6 asistencias y robar 6 balones.
A lo largo de la campaña, Bryant fue protagonista de varios incidentes en la pista. El 28 de enero de 2007 golpeó con el codo la cara de Manu Ginóbili en el aire inmediatamente tras lanzar un tiro en suspensión. La liga lo suspendió con un partido, el que les enfrentaba a New York Knicks en el Madison Square Garden. El 6 de marzo, Bryant repitió la misma acción esta vez con Marko Jarić como víctima. Al día siguiente, el jugador fue suspendido por segunda vez en la temporada. Tras su vuelta, el 9 de marzo ante Philadelphia 76ers, dio un codazo en la cara de Kyle Korver que fue clasificada como falta flagrante de tipo 1.
El 16 de marzo, Bryant anotó 65 puntos en casa ante Portland Trail Blazers, la segunda mejor anotación en su carrera, que ayudó a dar por finalizada la racha de siete partidos consecutivos perdidos. El siguiente partido consiguió 50 puntos con Minnesota Timberwolves como rival, y el siguiente otros 60 ante Memphis Grizzlies, lo que lo convirtió en el segundo jugador de los Lakers capaz de anotar 50 puntos o más en tres partidos consecutivos (el otro fue Elgin Baylor en diciembre de 1962). El 23 de marzo, en el partido que les enfrentaba a New Orleans Hornets, Bryant anotó 50 puntos y resultó ser el segundo jugador en la historia de la liga que consigue anotar 50 puntos o más en cuatro encuentros seguidos detrás de Wilt Chamberlain, quien consiguió hacerlo en siete partidos consecutivos en dos ocasiones. Bryant finalizó la temporada con diez partidos con 50 o más puntos en su cuenta particular (único jugador en lograrlo junto con Chamberlain), lo que le valió su segundo título de máximo anotador de la liga.
Durante el curso, la camiseta de Bryant fue de las más vendidas tanto en Estados Unidos como en China. En playoffs, los Lakers fueron de nuevo eliminados en la primera ronda por los Phoenix Suns, esta vez por 4-1.

#### 2007-2008: MVP de la temporada
Después de un verano muy movido, en el que Bryant dijo a la cadena ESPN que quería abandonar la franquicia angelina si Jerry West no regresaba a su cargo con total autoridad, arrancó la temporada 2007-08 para los Lakers con una plantilla con no demasiadas aspiraciones. El 23 de diciembre de 2007, Kobe se convertía en el jugador más joven de la historia en alcanzar los 20 000 puntos, en un partido ante New York Knicks en el Madison Square Garden. A pesar de una lesión en su dedo meñique, disputó los 82 partidos de la temporada regular, y decidió finalmente no pasar por el quirófano para solucionar el problema. El público eligió a Kobe para jugar su décimo All Star, aunque apenas disputó un par de minutos debido a su lesión.
Finalmente lideraron la Conferencia Oeste y lograron 57 victorias y 25 derrotas, y se deshicieron con facilidad de los Denver Nuggets en la primera ronda de los playoffs. El 6 de mayo se anunció oficialmente que Kobe era nombrado MVP de la temporada regular, algo que no había conseguido aún, después de doce años jugando en la NBA.
Cuando su equipo ya estaba en semifinales, a Kobe le fue concedido el premio de MVP de la NBA. En la lucha por el MVP estuvieron luchando hasta el final LeBron James y Chris Paul, aunque para la mayoría de analistas de baloncesto Bryant tuvo la mejor temporada del año, habiendo jugado incluso con una lesión en un dedo. Paul quedó segundo y James en un lejano cuarto puesto al obtener solo un voto.
En el primer partido de las Semifinales de la Conferencia Oeste frente a Utah Jazz, lanzó 23 tiros libres, de los cuales logró encestar 21, lo que lo convirtió también en el jugador de los Lakers con más tiros libres anotados e intentados en un juego. Su esfuerzo fue recompensado y alcanzó las Finales de la NBA tras vencer a San Antonio Spurs por un claro 4-1. Sin embargo, perdieron las Finales de 2008 ante Boston Celtics por 4-2. Bryant obtuvo unos promedios de 25,7 puntos y 5 asistencias por partido en esta serie.

#### 2008-2009: cuarto título con los Lakers
La temporada 2008-09 comenzó de forma fulgurante para los Lakers, ya que lograron victorias en sus siete primeros partidos e igualaron el mejor arranque de la historia del equipo, con 17 victorias en sus 19 primeros encuentros. Kobe fue seleccionado para disputar su undécimo All-Star consecutivo como titular, además de ser elegido jugador del mes de la Conferencia Oeste en diciembre y enero, y jugador de la semana en tres ocasiones. Acabó la temporada regular con unos promedios de 26,8 puntos, 5,2 rebotes y 4,9 asistencias por partido, con su equipo líder de la conferencia con 65 victorias y 17 derrotas.
Ya en los playoffs, los Lakers se enfrentaron a los Utah Jazz, a los que vencieron con relativa comodidad por 4-1. Posteriormente se enfrentaron a los Houston Rockets, con los que necesitaron siete partidos para superarlos. En las finales de conferencia se enfrentaron a los Denver Nuggets que se pensó presentarían mayor dificultad para los Lakers, pero estos lograron dominar la serie 4-2, con un imparable Bryant enfocado en conseguir su cuarto título. En las finales Kobe y los Lakers se enfrentaron a los Orlando Magic, que venían de derrotar contra pronóstico a los Cleveland Cavaliers. En estas finales Kobe mostró un gran nivel de juego tanto ofensiva como defensivamente y cometió solo algunos errores en el tercer partido de la serie, que fue el único que perdió su equipo. Los Lakers lograron imponerse con un contundente 4-1, y así Kobe conseguiría su cuarto título de la NBA, además de su primer MVP de las Finales, y le daría además el décimo título a su entrenador Phil Jackson. En las finales promedió 32,4 puntos, 5,6 rebotes, 7,4 asistencias, 1,4 tapones y 1,4 robos de balón. Se convirtió en el primer jugador desde Jerry West en las Finales de 1969 en promediar al menos 32,4 puntos y 7,4 asistencias, y el primero desde Michael Jordan en promediar al menos 30 puntos, 5 rebotes y 5 asistencias en la consecución de un anillo de campeón.

#### 2009-2010: quinto título con los Lakers
Durante la temporada 2009-10, Bryant logró seis canastas ganadoras, incluida una sobre la bocina, un triple sobre una sola pierna ante Miami Heat el 4 de diciembre de 2009, considerada por el propio jugador como una de las más afortunadas que había logrado a lo largo de su carrera. Una semana más tarde sufrió una fractura en el dedo índice de su mano derecha, en un partido ante Minnesota Timberwolves, pero continuó jugando.
El 21 de enero de 2010, Kobe se convirtió en el jugador más joven en lograr 25 000 puntos, al conseguirlo con 31 años y 151 días, récord que pertenecía hasta entonces a Wilt Chamberlain, y el 1 de febrero superó, con más de 25 208 puntos, al legendario Jerry West como máximo anotador de la franquicia angelina.
El 2 de abril firmó una extensión de su contrato por tres temporadas y 87 millones de dólares. Se perdió los últimos cinco partidos de la temporada regular debido a sendas lesiones en la rodilla y en un dedo. El equipo finalmente consiguió 57 victorias y 27 derrotas, y lideró la Conferencia Oeste por tercer año consecutivo.
Los Lakers se encontraron como primer rival en los playoffs a Oklahoma City Thunder, a los cuales vencieron por 4-2. En segunda ronda se enfrentaron a los Utah Jazz, a los que ganaron 4-0, y alcanzaron la final de conferencia, en la que derrotaron a Phoenix Suns por 4-2. En el segundo partido de la serie, Bryant repartió 13 asistencias, su mejor marca personal en un partido de playoffs, y el primer jugador de los Lakers en lograrlo desde que Magic Johnson lo hiciera en 1996.
Los Lakers jugaron las Finales ante Boston Celtics, a los que derrotaron 4-3. En el decisivo partido final, Bryant consiguió 23 puntos y 15 rebotes y logró así su quinto campeonato y su segundo trofeo de mejor jugador de las Finales. Kobe promedió a lo largo de los siete encuentros 28,6 puntos por partido, 8,0 rebotes, 3,9 asistencias y 2,1 robos. Fue la primera ocasión en la que los Lakers conseguían derrotar a los Celtics en un séptimo encuentro de unas Finales. Acabó con 937 puntos su periplo en las finales NBA siendo el décimo en la lista.

#### 2010-2011: fin de la etapa Jackson

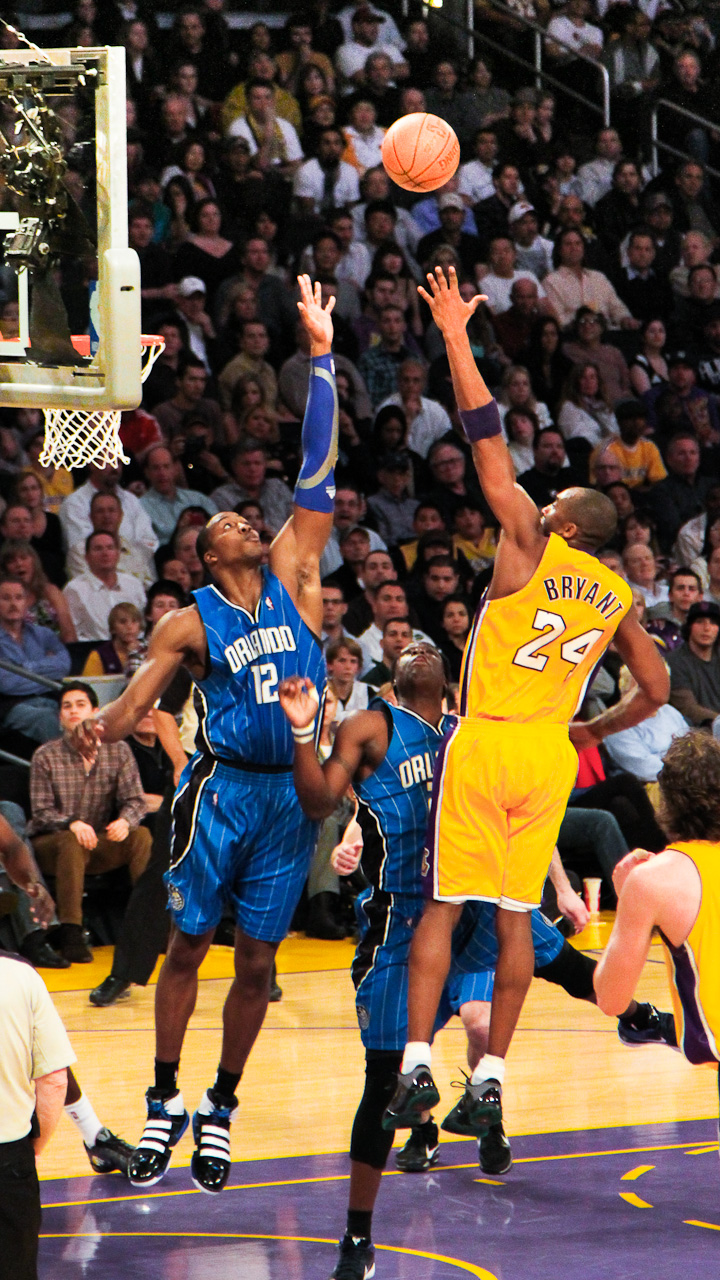
Bryant lanza a canasta ante Dwight Howard, en enero de 2010.

La temporada 2010-11 comenzó para los Lakers igual que la anterior, con 8 victorias consecutivas. En el noveno encuentro, ante los Denver Nuggets, Kobe se convirtió en el jugador más joven en alcanzar los 26 000 puntos en la historia de la NBA, y logró además su primer triple-doble desde enero de 2009. Un par de meses más tarde, en enero, se convertiría en el jugador más joven en lograr 27 000 puntos. El 1 de febrero se unió a Michael Jordan, Oscar Robertson, Jerry West, John Havlicek, Kareem Abdul-Jabbar y Karl Malone como uno de los siete jugadores en lograr al menos 25 000 puntos, 5000 rebotes y 5000 asistencias.
Días después fue seleccionado para disputar su decimotercer All-Star Game consecutivo, en el que logró 37 puntos, 14 rebotes y 3 robos de balón, y consiguió obtener su cuarto trofeo de mejor jugador del partido, con lo que igualó la marca del miembro del Basketball Hall of Fame Bob Pettit. A lo largo de la temporada, pasó del decimosegundo al sexto puesto en la lista de máximos anotadores de la historia de la NBA, logrando adelantar a John Havlicek, Dominique Wilkins, Oscar Robertson, Hakeem Olajuwon, Elvin Hayes y Moses Malone.
En el 2011, los Lakers consiguieron 57 victorias frente a 25 derrotas. Esta vez los ganadores del campeonato de la Conferencia Oeste fueron los San Antonio Spurs. En los playoffs cayeron estrepitosamente en segunda ronda ante Dallas Mavericks, a la postre campeones, tras superar en la ronda previa a New Orleans Hornets. Bryant entró al finalizar la temporada regular en el mejor quinteto de la liga, en el mejor quinteto defensivo, además de ser elegido jugador del mes en marzo. Durante esta temporada Kobe Bryant tuvo una media de 33,9 minutos en pista, menos de lo habitual en las últimas temporadas para llegar más descansado de cara a la recta final de la temporada. Además promedió 25,3 puntos por partido 5,1 rebotes y 4,7 asistencias.

#### 2011-2012: nueva etapa con Mike Brown
Mike Brown sustituyó a Phil Jackson al frente del banquillo de unos Lakers que comenzaron menos contundentes que otros años tras el cambio de entrenador, rumores de traspasos de Andrew Bynum o Pau Gasol y la salida de Lamar Odom. Además, Bryant inició la temporada con una lesión en su muñeca. El 10 de enero de 2012 anotó 48 puntos ante Phoenix Suns, la mejor marca de la historia para un jugador en su decimosexta temporada en la NBA. «No está mal para ser el séptimo mejor jugador de la liga» afirmó Bryant en referencia al ranking elaborado por ESPN antes del inicio de la campaña. En los tres partidos siguientes logró 40, 42 y 42 puntos respectivamente, la sexta vez en su carrera que anotaba 40 o más puntos en cuatro partidos consecutivos, una marca únicamente superada por Wilt Chamberlain, que lo logró en 19 ocasiones. El 6 de febrero de 2012 Kobe superó a Shaquille O'Neal como el quinto máximo anotador en la historia de la NBA tras registrar 28 puntos contra los Philadelphia 76ers en su ciudad natal. Apenas un mes más tarde —el 9 de marzo—, batió también el récord de precocidad en superar la barrera de los 29 000 puntos frente a los Minnesota Timberwolves. Consiguió además sobrepasar a Michael Jordan como máximo anotador en partidos All-Star.
En esta temporada los Lakers obtuvieron el tercer mejor balance de su conferencia y cayeron en semifinales de playoffs contra los Oklahoma City Thunder con unos resultados de 4-1 en la serie. Bryant estuvo a punto de conseguir el premio al máximo anotador de la temporada regular gracias a un promedio de 27,9 puntos por partido, pero finalmente Kevin Durant le arrebató la distinción.

#### 2012-2013: lesión y fracaso en Playoffs
Para los Lakers la temporada empezó con tres derrotas seguidas pese a las incorporaciones de Dwight Howard y Steve Nash. El 2 de noviembre de 2012, Bryant se convirtió en el máximo recuperador de la historia de su equipo, el cual había mantenido Magic Johnson con un registro de 1724 robos. El 5 de diciembre de 2012, se convirtió en el quinto jugador y el más joven en lograr anotar 30 000 puntos en su carrera, donde superó con 34 años y 104 días a Wilt Chamberlain, que lo hizo con 35 años y 179 días, seguido por Karl Malone (36-189), Michael Jordan (36-217) y Kareem Abdul-Jabbar (38-321). El 12 de abril faltando 2 partidos de la temporada regular sufrió la peor lesión de su carrera como consecuencia de la cantidad de minutos que su entrenador D'Antoni le daba por partido, su tendón de Aquiles se rompió parcialmente pero pese a ello salió a pista lesionado, lanzó los dos tiros libres que le quedaban pendientes y se fue a vestuarios andando por su propio pie, tuvo que pasar por quirófano y se perdió el resto de la temporada, desde ese 12 de abril comenzó una recuperación de 9 meses para volver a jugar la siguiente campaña. No obstante los Lakers consiguieron clasificarse para PlayOffs en el último partido y en la séptima posición tras una dura lucha con Utah por las últimas plazas.

#### 2014-2016: regreso de la lesión, récords y retirada

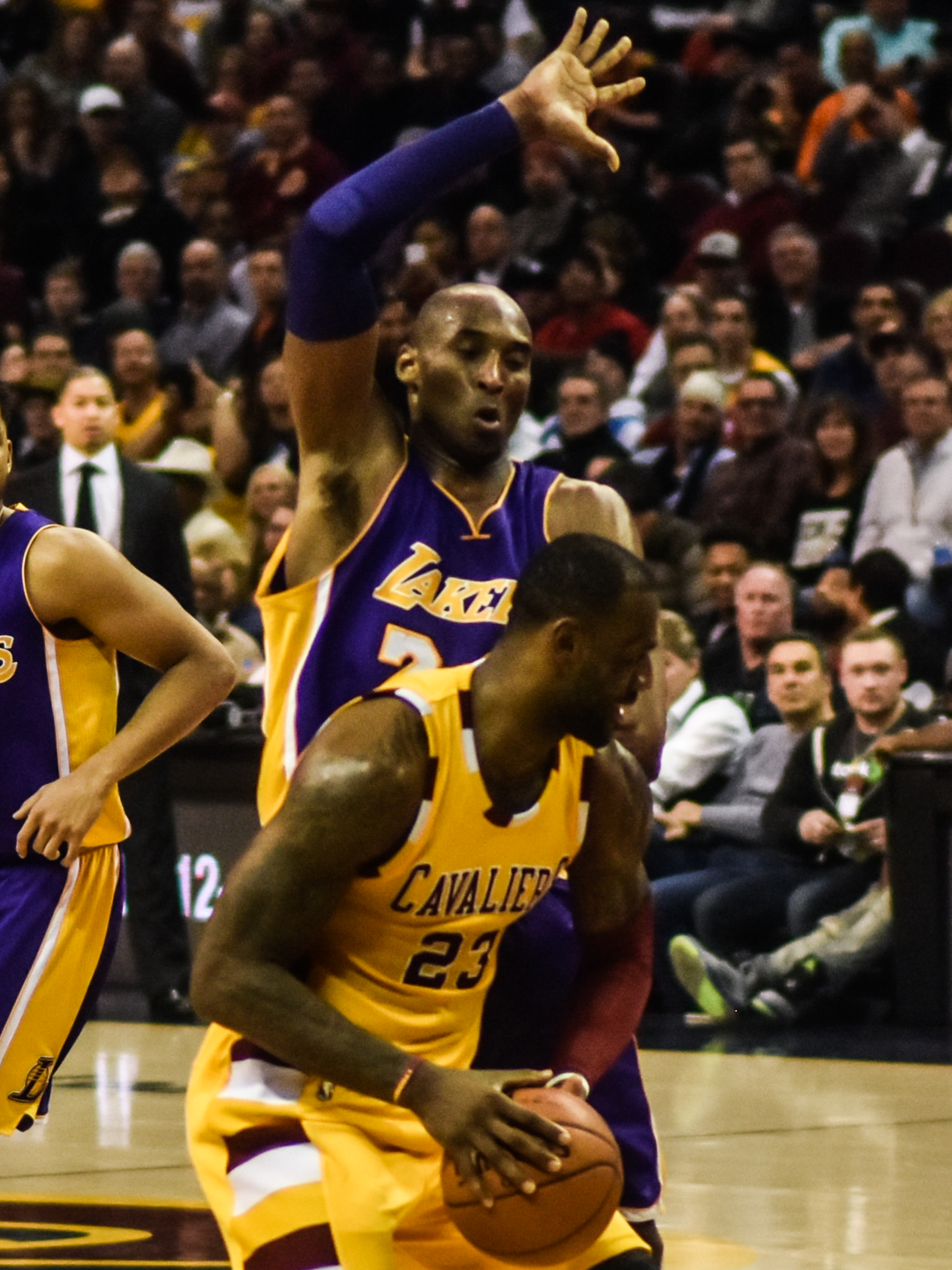
Kobe defiendiendo sobre LeBron en uno de sus últimos duelos de su carrera.

La estrella de Los Angeles Lakers volvió a un gran nivel de su grave lesión, aunque huérfano en un equipo sin más jugadores de altura aunque dirigido por un buen entrenador, Byron Scott. Pese a la pésima racha del equipo, al finalizar el primer mes de competición, ya se situaba como líder de anotación de la temporada 2014/2015.
El 30 de noviembre de 2014, Bryant se convierte en el primer jugador, desde la creación de la NBA, en superar los 30 000 puntos y las 6000 asistencias, en ese mismo partido, se convertía en el jugador de más edad en conseguir un triple-doble con al menos 30 puntos.
El 14 de diciembre de 2014, Kobe, gracias a un tiro libre durante el segundo cuarto en un partido frente a Minnesota Timberwolves, se coloca como el tercer máximo anotador en la historia de la NBA superando a Michael Jordan. El Target Center de Mineápolis acabó coreando su nombre pese a la derrota del equipo local.
El 15 de enero de 2015 en un partido frente a los Cleveland Cavaliers, registró un récord personal con 17 asistencias superando su antigua marca de 16.
El 30 de noviembre de 2015 anunció su retirada al final de la temporada con la carta Dear Basketball, enviada a The Player's Tribune.
El 13 de abril de 2016 se retiró definitivamente en un partido ante Utah Jazz en el Staples Center, en el que consiguió 60 puntos, 23 de ellos en el último cuarto (22-50 en tiros de campo), logrando la anotación más alta de un jugador de la liga en esa temporada. Además se convirtió en el jugador de más edad en conseguir anotar más de 60 puntos (37 años y 234 días), siendo la anotación más alta de una despedida NBA.
Al finalizar esta temporada, Magic Johnson tomó la dirección general de Los Angeles Lakers con la intención de liderar un nuevo proyecto para el equipo angelino. Magic Johnson buscó a Kobe para formar parte de su gabinete como asesor e impulsor de proyectos que se avecinan, como en el caso de reclutamiento de nuevos jugadores para las siguientes temporadas, a la vez de que funja como segundo entrenador del equipo.

### Selección nacional

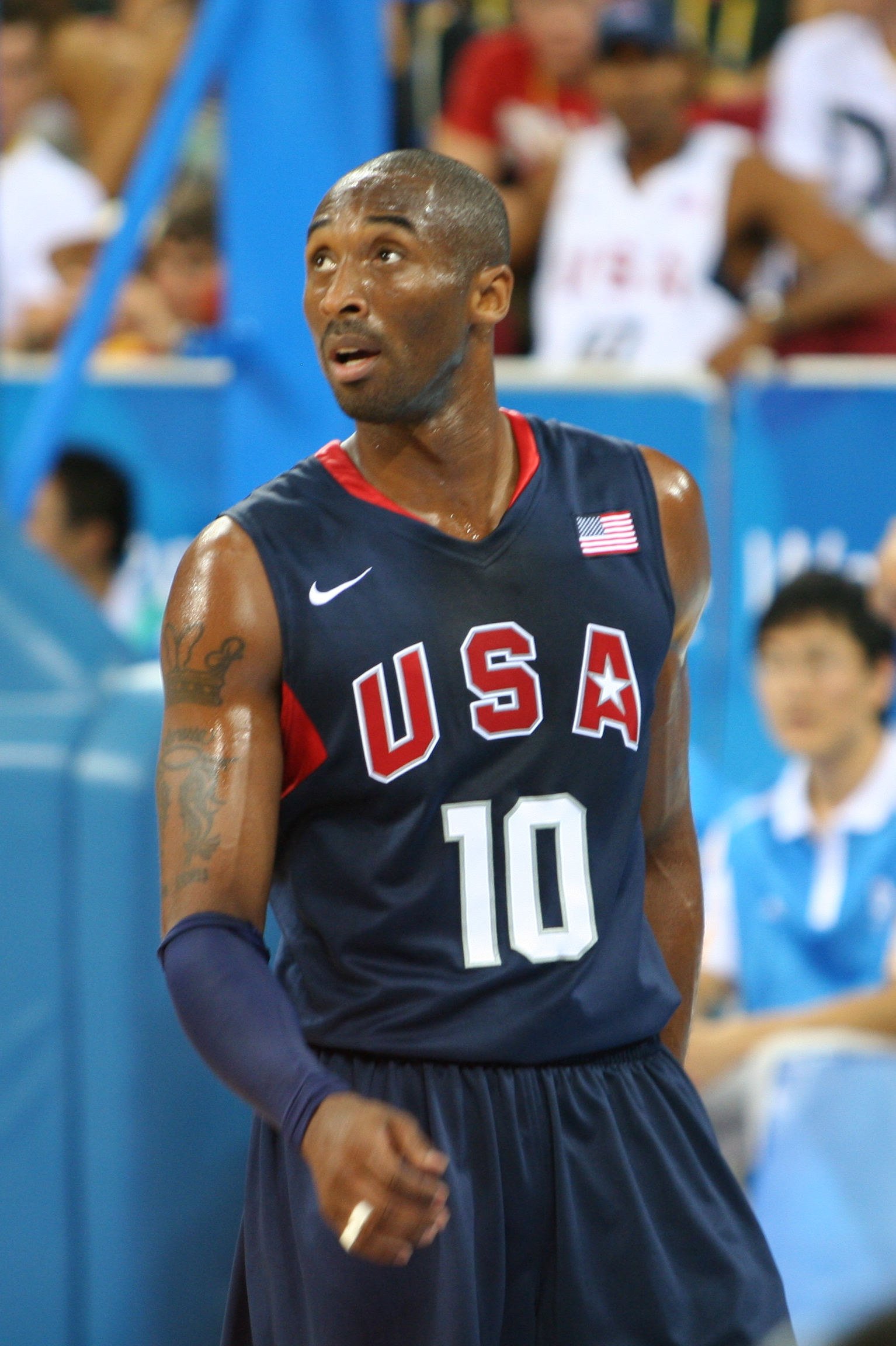
Bryant en un partido de los Juegos Olímpicos de Pekín 2008.

En 2006 se alejó del Mundial en Japón a causa de una lesión a la rodilla. La carrera internacional de Bryant con la camiseta de la selección estadounidense comenzó el año siguiente cuando ganó la medalla de oro en el Torneo de las Américas de Las Vegas 2007, tras derrotar en la final a la selección argentina por 118-81 y finalizar el torneo con diez victorias y ninguna derrota. Bryant fue titular en los diez encuentros de Estados Unidos y terminó tercero en el equipo en tiros libres anotados e intentados y cuarto en tiros de campo y triples anotados, además de decimoquinto en el torneo en anotación, decimocuarto en asistencias y octavo en robos de balón. Anotó en dobles dígitos en ocho de los diez partidos.
El 23 de junio de 2008 se anunció que Bryant participará en los Juegos Olímpicos de Pekín 2008, la primera vez que el jugador participaba en unos Juegos Olímpicos. Estados Unidos resultó encuadrado en el Grupo B del torneo junto a España, Alemania, la anfitriona China, Grecia y Angola. Los americanos se clasificaron a los cuartos de final como primeros de grupo sin ceder un solo partido. En la fase final, eliminaron por 116-85 a Australia en cuartos, a Argentina por 101-81 en semifinales y ya en la final derrotaron a España. El resultado estuvo igualado durante todo el partido pero siempre con ventajas de los estadounidenses, quienes finalmente se hicieron con la medalla de oro al ganar 118-107. Era la primera vez que Estados Unidos se hacía con la victoria en unos Juegos desde los de 2000 en Sídney. Bryant promedió 15 puntos, 2,8 rebotes, 2,1 asistencias y un 46,2 % en tiros de campo en los ocho partidos.

## Perfil de jugador

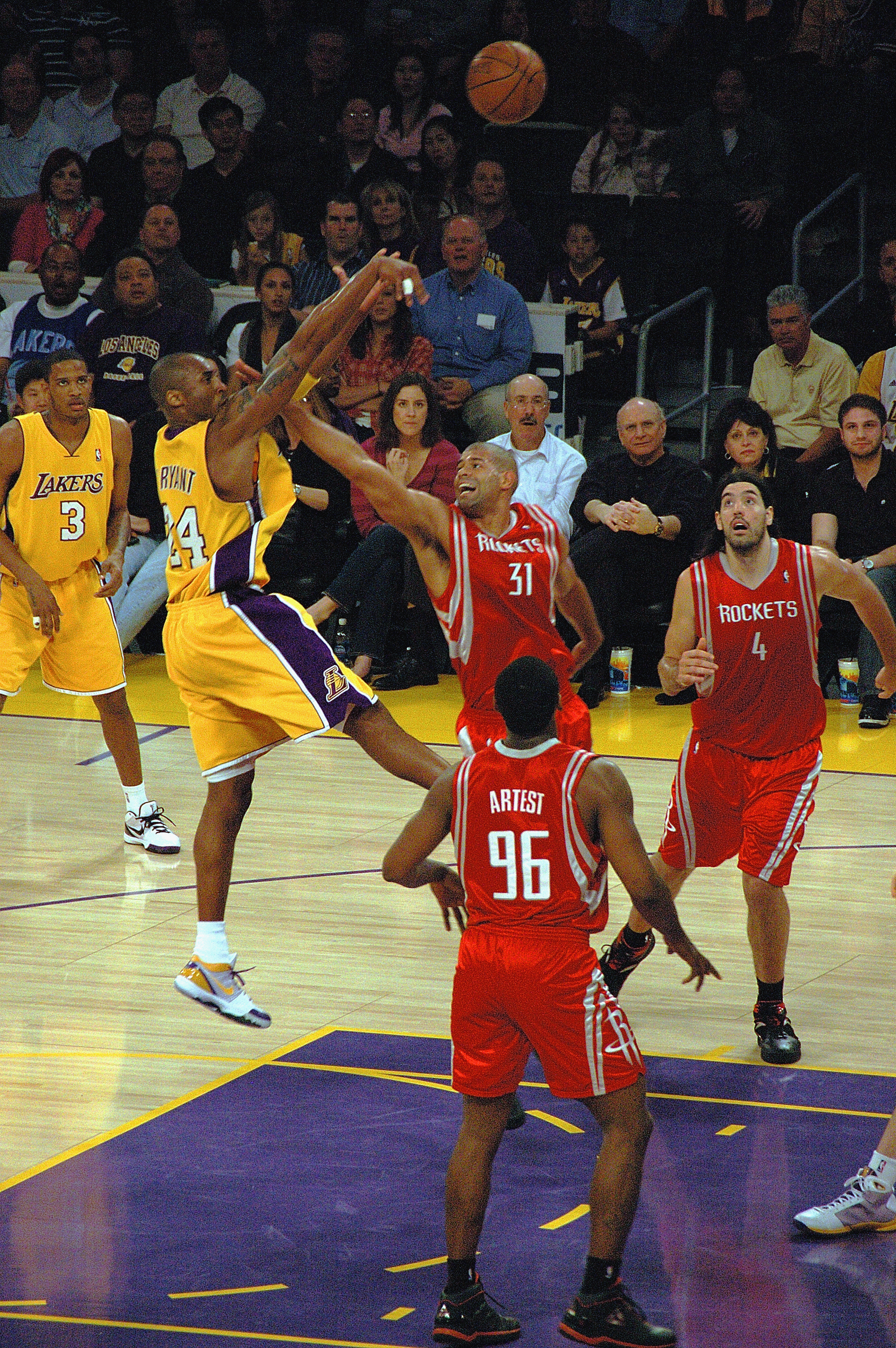
Kobe en Los Angeles Lakers vs Houston Rockets

Bryant era un escolta con capacidades para jugar perfectamente tanto de alero como de base. Está considerado como uno de los jugadores más completos de la historia de la NBA, y ocupa el puesto número 12 en el ranking de los mejores baloncestistas de la historia de la NBA realizado por ESPN. Fue elegido en el mejor quinteto en 11 temporadas y cuenta con 18 apariciones en el All-Star Game. A menudo la prensa deportiva especializada lo comparaba con Michael Jordan, algo que no le gustaba a Bryant. En una encuesta realizada por el canal ESPN entre periodistas deportivos le situaban como el segundo mejor escolta de todos los tiempos, por detrás de Jordan.
Prolífico anotador, constituyó una pieza clave junto a Shaquille O'Neal en los tres campeonatos ganados por los Lakers a principios de la década del 2000 y en el último campeonato conquistado en 2010. A lo largo de su carrera promedia 25,4 puntos, 4,7 asistencias, 5,3 rebotes y 1,5 robos de balón por partido (estadísticas a final de la temporada 2011-12. Era conocido por crearse sus propios tiros, además de no desentonar en los lanzamientos a larga distancia, ya que poseía el récord de más triples anotados en un partido con 12 junto con Donyell Marshall hasta que fue superado por Stephen Curry con 13. También era un experto defensor, ejemplo de ello son las ocho apariciones en los mejores quintetos defensivos de la liga en las últimas nueve temporadas.
Bryant también ha sido señalado como uno de los jugadores con mejor habilidad y destreza en los momentos finales de los partidos. Una muestra es que figura como líder de lanzamientos para ganar o empatar partidos de todos los tiempos. En una encuesta anual de la NBA entre los general managers, Bryant terminó seleccionado en 2012 por décima temporada consecutiva como el jugador al que le darían el último tiro en un partido. Tanto Sporting News como TNT nombraron a Bryant como el mejor jugador de la NBA de la década de los años 2000-2010.

## Vida personal
Kobe fue el menor de los hijos, después de sus hermanas Shaya y Sharia, de Joe Bryant, un profesional del baloncesto que por entonces jugaba en los Philadelphia 76ers, y Pamela Cox Bryant. Cuando Bryant tenía seis años, su padre abandonó la NBA y se mudó con su familia a Italia, en cuya liga continuó con su carrera profesional. El pequeño Bryant se aclimató al estilo de vida y aprendió a hablar con fluidez no solo italiano sino también español. A temprana edad aprendió a jugar al fútbol e incluso llegó a afirmar que si no hubiera salido de Italia se habría convertido en jugador de fútbol. Sus equipos favoritos eran el AC Milan y FC Barcelona; y era un reconocido fan de Frank Rijkaard, y más tarde de Ronaldinho.
En noviembre de 1999, Bryant, de 21 años, conoció a Vanessa Laine, de 17, mientras ella trabajaba de bailarina en el videoclip de la canción «G'd Up» del grupo de rap Tha Eastsidaz. Bryant estaba trabajando en su primer álbum musical, que nunca llegó a ver la luz.
Ambos comenzaron a salir juntos y en seis meses ya estaban prometidos, en mayo de 2000, cuando Laine estaba en su último año de instituto en el Marina High School en Huntington Beach, California. Para evitar a los medios, terminó sus estudios de manera independiente. Según la prima de Vanessa, Laila Laine, no hubo ningún acuerdo prenupcial. Se casaron el 18 de abril de 2001 en Dana Point, California. Ni los padres del jugador, ni sus hermanas, ni su agente Arn Tellem ni sus compañeros de equipo asistieron a la boda. Sus padres se opusieron al matrimonio por varias razones; se dice que estaban en contra de que se casara tan joven y con una chica no afrodescendiente. Esto hizo que Bryant no tuviera ningún contacto con ellos en más de dos años.
Su primera hija, llamada Natalia Diamond Bryant, nació el 19 de enero de 2003. El nacimiento de Natalia ayudó a que el jugador se reconciliara con sus padres. Vanessa sufrió un aborto debido a un embarazo ectópico en la primavera de 2005. A finales de año, Bryant anunció que la pareja estaba esperando su segundo hijo. Fue otra hija, Gianna Maria-Onore Bryant, quien nació el 1 de mayo de 2006 y quien falleciera junto a su padre en el accidente que le costó la vida el 26 de enero de 2020. De modo anecdótico, Gianna nació seis minutos antes que Me'arah Sanaa, hija de Shaquille O'Neal, nacida en Florida. El 16 de diciembre de 2011, Vanessa Laine presentó una demanda de divorcio esgrimiendo «diferencias irreconciliables». Sin embargo, en 2013 anunciaron en sus medios sociales respectivos que cancelarían el proceso de divorcio permaneciendo juntos hasta el fallecimiento de Bryant. En diciembre de 2016 la pareja dio la bienvenida a su tercera hija, otra niña llamada Bianka Bella. En enero de 2019 la pareja anunció que esperaban otra hija. Su cuarta hija, llamada Capri, nació en junio de 2019.
Bryant era, según el obispo de la Diócesis de Orange, Timothy Freyer, un «católico comprometido que amaba a su familia y amaba su fe. Kobe (...) asistía con frecuencia a misa y se sentaba en la parte de atrás de la iglesia para que su presencia no distrajera a la gente de centrarse en la presencia de Cristo». Bryant fue criado como católico por su familia. Durante su infancia en Italia conservó y profundizó en su fe. La fe católica fue un elemento central en su familia.

### Acusación de agresión sexual
En 2003 fue denunciado por violación sexual por una adolescente de 19 años, el sheriff de Eagle (Colorado) detuvo a Bryant por ser acusado de un delito de agresión sexual contra Katelyn Faber, una empleada del hotel en el que se encontraba hospedado mientras se recuperaba de una operación en la rodilla. Tras depositar una fianza de 25 000 dólares, fue puesto en libertad provisional. Según documentos judiciales, un examen de la mujer en un hospital reveló un hematoma en el cuello y desgarros en la pared vaginal. Tanto su ropa interior como la camisa de Bryant estaban ensangrentadas. Bryant declaró a la policía que había utilizado el estrangulamiento porque así es como le gustaba el sexo y que no había pedido explícitamente su consentimiento.
La demanda fue suspendida porque la denunciante se negó a testificar luego de que el abogado defensor de Bryant cuestionara el carácter moral y la reputación de la mujer y ella recibiera amenazas de muerte y correos de odio, y su identidad se filtrara varias veces. Al no presentarse la adolescente el caso penal fue cerrado pero continuó en el fuero civil y Bryant debió disculparse públicamente.
La investigación concluyó cuando Bryant accedió a pedir perdón a la víctima por el incidente, a quien incluyó públicamente su mea culpa y aseguró que él realmente creía que el encuentro entre ambos fue consensual. La fiscalía decidió retirar los cargos contra él el 1 de septiembre de 2004, tras catorce meses de procedimiento judicial y de escandalosos titulares periodísticos. Tras la resolución, McDonald's y Ferrero SpA cancelaron sus contratos con el deportista debido a lo anterior.

### En otros medios
Publicidad

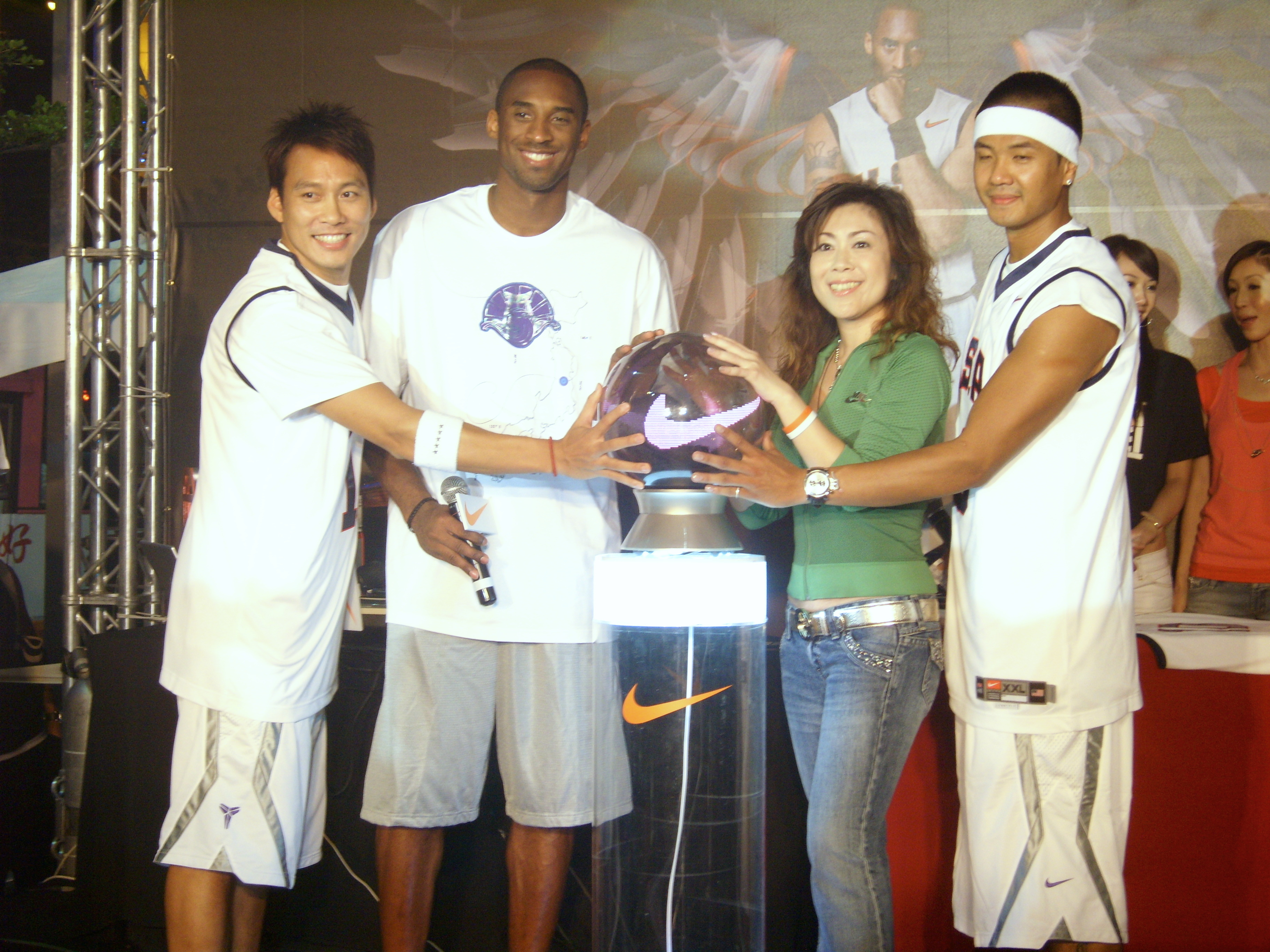
Bryant en la apertura de la tienda de Nike en Taipéi, 2007

Antes de comenzar su temporada de novato, la 96–97, Bryant firmó un contrato de seis años con Adidas por un valor de $48 millones. Sus primeras zapatillas firmadas fueron las «Equipment KB 8».
Otro de sus primeros contratos publicitarios fue con The Coca-Cola Company para anunciar Sprite, también apareciendo en anuncios de McDonald's, promocionando el nuevo balón de Spalding, con Upper Deck, para la italiana Ferrero SpA con anuncios de Nutella, Russell Corporation, y apareciendo en su propia serie de videojuegos para Nintendo.
Algunas compañías como McDonald's y Ferrero SpA, rescindieron sus contratos tras las acusaciones de violación. Sin embargo, Nike, Inc., le firmó un contrato de 5 años por un valor de $40–45 millones, justo después del incidente.
Apareció también en varios anuncios de videojuegos no relacionados con el baloncesto como Guitar Hero World Tour (junto a Tony Hawk, Michael Phelps, y Álex Rodríguez) en 2008 y el Call of Duty: Black Ops (junto a Jimmy Kimmel) en 2010.
En 2008 lanzó un vídeo promocional para Nike anunciando las zapatillas Hyperdunk, donde podía verse a Bryant saltando sobre un Aston Martin a toda velocidad.
En septiembre de 2012, Bryant participó en varios anuncios de la compañía aérea Turkish Airlines junto a la estrella del FC Barcelona, Lionel Messi.
Bryant fue también el embajador de la Copa Mundial de Baloncesto de 2019, celebrada en China en septiembre de 2019.
El 20 de abril de 2021, salió a la luz que el acuerdo que mantenía con la firma deportiva Nike, Inc. desde 2003, no se renovaría después de 18 años. Esto habilitaría a que la imagen de Kobe, cuya explotación está a cargo de su viuda Vanessa entre otros, pueda ser adquirida por otras marcas deportivas desde ese momento. Según las propias palabras de Vanessa Bryant:

“Mi intención es permitir que los fans de Kobe puedan seguir adquiriendo sus productos. […] Siempre haremos lo que esté en nuestras manos por honrar el legado de Gigi y Kobe”

Videojuegos
A lo largo de los años, Bryant ha aparecido en la portada de varios videojuegos:
- Kobe Bryant in NBA Courtside (1998, N64)[191]
- NBA Courtside 2: Featuring Kobe Bryant (1999, N64)[192]
- NBA 3 On 3 Featuring Kobe Bryant (1999, GBC)[193]
- NBA Courtside 2002 (2002, GameCube)[194]
- NBA '07: Featuring the Life Vol. 2 (2006, PS2)[195]
- NBA '09: The Inside (2008, PS3)[196]
- NBA 2K10 (2009, PS3)[197]
- NBA 2K17 (Legend Edition; Legend Edition Gold) (2016, PS4)[198]
- NBA 2K21 (Legend Edition) (2020, PS5)[199]
- NBA 2K24 (2023, PS5)[200]

Documentales
En 2009, Bryant fue objeto del documental Kobe Doin' Work, dirigido y producido por Spike Lee, en el que se narra la temporada 2007-08 en la carrera de Bryant.
Tras el éxito de The Last Dance sobre la figura de Michael Jordan, se anunció que Kobe Bryant tendría su propio documental homenaje. El 5 de julio de 2020, la productora ClutchPoints lanzará un documental de 8 episodios, sobre la figura de Kobe Bryant, centrado en el campeonato conseguido en la temporada 2009-10. El documental llamado The Final Ring: Kobe & The Lakers’ 2010 Title, estuvo disponible on-line en los canales de Instagram, Facebook, y YouTube de Clutchpoints.
En el primer aniversario de su muerte, el 26 de enero de 2021, se publicó el documental Kobe Bryant: Through the Years, donde se narra la trayectoria del jugador desde sus inicios hasta su retirada, así como la trascendencia de su legado. Ese mismo día, el canal ESPN presentó, en horario de máxima audiencia, un programa especial titulado SportsCenter presents Kobe – The Legend, The Legacy.
Cortometraje
En 2018, Bryant se convirtió en el primero afroamericano en ganar un premio Óscar al mejor cortometraje y el primer deportista profesional en ser nominado y ganador de un premio de la Academia, gracias a al corto Dear Basketball. El cortometraje, producido por la propia productora de Bryant, Granity Studios, también fue galardonado con el Premios Annie al mejor cortometraje de animación y el Sports Emmy Award.

### Fallecimiento
A las 9:06 a. m. (UTC -8) del 26 de enero de 2020, Bryant, su hija Gianna de 13 años, el entrenador de béisbol del Orange Coast College John Altobelli y su esposa Keri, junto con otras cuatro personas, salieron del Aeropuerto John Wayne en el condado de Orange, California, en un helicóptero Sikorsky S-76, propiedad de Bryant.
El helicóptero se estrelló en Calabasas, California, alrededor de las 9:47 a. m. (UTC -8) y se incendió. El helicóptero había pasado sobre Boyle Heights, cerca del Dodger Stadium, y voló en círculos sobre Glendale durante el vuelo. Personal del Departamento de Bomberos del Condado de Los Ángeles asistió a la escena. El fuego se extinguió a las 10:30 a. m. (UTC -8) Ninguno de los nueve pasajeros a bordo sobrevivió. Informes iniciales indicaron que el helicóptero se estrelló en las montañas sobre Calabasas en medio de una espesa niebla.
El 9 de febrero de 2021, el informe final de la NTSB concluyó que el piloto había volado hacia nubes espesas, contrariamente a los requisitos de VFR; la desorientación espacial resultante y la pérdida de control condujeron al accidente.

### Honores
El 7 de febrero, Bryant y su hija, fueron enterrados en un funeral privado en el cementerio Pacific View Memorial Park en el barrio de Corona del Mar en Newport Beach, California. El funeral público se realizó el 24 de febrero (honrando los números de ambos 2/24) en el pabellón Staples Center, con Jimmy Kimmel oficiando el servicio. Hubo palabras de Vanessa, Michael Jordan, Shaquille O'Neal, Diana Taurasi y Geno Auriemma, entrenadora del equipo femenino de Connecticut.
La NBA pospuso el encuentro entre Lakers y Clippers que se celebraba dos días después del accidente, el 28 de enero, siendo la primera vez que la NBA aplaza un encuentro por este tipo de razones desde el atentado de la maratón de Boston en 2013. El 30 de enero se celebró el primer encuentro en el Staples Center tras su muerte, un Clippers-Kings; donde los Clippers honraron a Bryant antes del encuentro con un la narración de un vídeo por Paul George. Al día siguiente jugaron los Lakers ante los Blazers, y se rindió homenaje a los fallecidos en el accidente con una ceremonia antes del encuentro, con el músico Usher cantando "Amazing Grace" y los Boyz II Men cantando el himno nacional estadounidense, para dejar paso a Wiz Khalifa y Charlie Puth cantando "See You Again". Todos los jugadores del encuentro fueron anunciados por megafonía con el nombre de Bryant, al comienzo del encuentro realizaron una violación intencionada de 24 segundos y otra de 8 segundos y LeBron James habló durante el descanso. El encuentro fue el segundo más visto en la historia de la ESPN, con una media de 4,41 millones de espectadores.
También, durante el Spurs-Raptors del día del accidente, los equipos rindieron tributo al comienzo del encuentro realizando una violación intencionada de 24 segundos y otra de 8 segundos en su campo, en honor a los números de Bryant.
El 15 de febrero el comisionado de la NBA Adam Silver anunció que renombrarían el trofeo al MVP del All-Star Game como Kobe Bryant Most Valuable Player Award.
Bryant apareció al comienzo del segmento In Memoriam durante la ceremonia de la 92.ª edición de los Premios Óscar, celebrada el 9 de febrero de 2020, por conseguir su Óscar en 2018 por Dear Basketball, además Spike Lee llevó un traje como tributo a Bryant durante la ceremonia.
Durante los Playoffs de 2020, los jugadores de los Lakers llevaron la camiseta edición 'Black Mamba' en su honor. La cual fue diseñada por el propio Bryant, la camiseta negra presenta un estampado de piel de serpiente con detalles amarillos y 16 estrellas que representan los 16 campeonatos del equipo en aquella época. En el segundo encuentro de las finales de conferencia ante Denver Nuggets, Anthony Davis ganó el partido con un triple sobre la bocina, y comenzó a gritar el nombre de Bryant, mientras se señalaba el logo de la camiseta. Tras el encuentro LeBron James dijo:

"It's always special to represent someone that meant so much, not only to the game but also to the Lakers organization for 20-plus years. For us to honor him, being on the floor, this is what it's all about."
"Siempre es especial representar a alguien que significó tanto, no solo para el juego, sino también para la organización de los Lakers durante más de 20 años. Para nosotros honrarle, estar en la pista, es de lo que se trata."

El 26 de enero de 2022, coincidiendo con el segundo aniversario de su muerte, una estatua de Bryant con su hija se inauguró en el lugar del accidente. En febrero de ese año, la NBA rediseña el trofeo al MVP del All-Star Game, dentro de las modificaciones realizadas durante la temporada del 75 aniversario.
En agosto de 2023, los Lakers anunciaron que tendría una estatua en los aledaños del pabellón Crypto.com Arena, siendo inaugurada el 8 de febrero de 2024, fecha clave en honor a sus números (8 y 24) y el 2 por su hija Gianna.

## Estadísticas de su carrera en la NBA
|  | Denota temporada en la que fueron campeones de la NBA |
|  | Líder de la liga                                      |

### Temporada regular
| Año      | Equipo      | PJ    | PT    | MPP  | %TC  | %3P  | %TL  | RPP | APP | ROB | TPP | PPP  |
| -------- | ----------- | ----- | ----- | ---- | ---- | ---- | ---- | --- | --- | --- | --- | ---- |
| 1996-97  | L.A. Lakers | 71    | 6     | 15.5 | .417 | .375 | .819 | 1.9 | 1.3 | .7  | .3  | 7.6  |
| 1997-98  | L.A. Lakers | 79    | 1     | 26.0 | .428 | .341 | .794 | 3.1 | 2.5 | .9  | .5  | 15.4 |
| 1998-99  | L.A. Lakers | 50    | 50    | 37.9 | .465 | .267 | .839 | 5.3 | 3.8 | 1.4 | 1.0 | 19.9 |
| 1999-00  | L.A. Lakers | 66    | 62    | 38.2 | .468 | .319 | .821 | 6.3 | 4.9 | 1.6 | .9  | 22.5 |
| 2000-01  | L.A. Lakers | 68    | 68    | 40.9 | .464 | .305 | .853 | 5.9 | 5.0 | 1.7 | .6  | 28.5 |
| 2001-02  | L.A. Lakers | 80    | 80    | 38.3 | .469 | .250 | .829 | 5.5 | 5.5 | 1.5 | .4  | 25.2 |
| 2002-03  | L.A. Lakers | 82    | 82    | 41.5 | .451 | .383 | .843 | 6.9 | 5.9 | 2.2 | .8  | 30.0 |
| 2003-04  | L.A. Lakers | 65    | 64    | 37.6 | .438 | .327 | .852 | 5.5 | 5.1 | 1.7 | .4  | 24.0 |
| 2004-05  | L.A. Lakers | 66    | 66    | 40.7 | .433 | .339 | .816 | 5.9 | 6.0 | 1.3 | .8  | 27.6 |
| 2005-06  | L.A. Lakers | 80    | 80    | 41.0 | .450 | .347 | .850 | 5.3 | 4.5 | 1.8 | .4  | 35.4 |
| 2006-07  | L.A. Lakers | 77    | 77    | 40.8 | .463 | .344 | .868 | 5.7 | 5.4 | 1.4 | .5  | 31.6 |
| 2007-08  | L.A. Lakers | 82    | 82    | 38.9 | .459 | .361 | .840 | 6.3 | 5.4 | 1.8 | .5  | 28.3 |
| 2008-09  | L.A. Lakers | 82    | 82    | 36.1 | .467 | .351 | .856 | 5.2 | 4.9 | 1.5 | .4  | 26.8 |
| 2009-10  | L.A. Lakers | 73    | 73    | 38.8 | .456 | .329 | .811 | 5.4 | 5.0 | 1.6 | .3  | 27.0 |
| 2010-11  | L.A. Lakers | 82    | 82    | 33.9 | .451 | .323 | .828 | 5.1 | 4.7 | 1.2 | .1  | 25.3 |
| 2011-12  | L.A. Lakers | 58    | 58    | 38.5 | .430 | .303 | .845 | 5.4 | 4.6 | 1.2 | .3  | 27.9 |
| 2012-13  | L.A. Lakers | 78    | 78    | 38.6 | .463 | .324 | .839 | 5.6 | 6.0 | 1.4 | .3  | 27.3 |
| 2013-14  | L.A. Lakers | 6     | 6     | 29.5 | .425 | .188 | .857 | 4.3 | 6.3 | 1.2 | .2  | 13.8 |
| 2014-15  | L.A. Lakers | 35    | 35    | 34.5 | .373 | .293 | .813 | 5.7 | 5.6 | 1.3 | .2  | 22.3 |
| 2015-16  | L.A. Lakers | 66    | 66    | 28.2 | .358 | .285 | .826 | 3.7 | 2.8 | .9  | .2  | 17.6 |
| Total    | Total       | 1,346 | 1,198 | 36.1 | .447 | .329 | .837 | 5.2 | 4.7 | 1.4 | .5  | 25.0 |
| All-Star | All-Star    | 15    | 15    | 27.6 | .500 | .324 | .789 | 5.0 | 4.7 | 2.5 | .4  | 19.3 |

### Playoffs
| Año   | Equipo      | PJ  | PT  | MPP  | %TC  | %3P  | %TL  | RPP | APP | ROB | TPP | PPP  |
| ----- | ----------- | --- | --- | ---- | ---- | ---- | ---- | --- | --- | --- | --- | ---- |
| 1997  | L.A. Lakers | 9   | 0   | 14.8 | .382 | .261 | .867 | 1.2 | 1.2 | .3  | .2  | 8.2  |
| 1998  | L.A. Lakers | 11  | 0   | 20.0 | .408 | .214 | .689 | 1.9 | 1.5 | .3  | .7  | 8.7  |
| 1999  | L.A. Lakers | 8   | 8   | 39.4 | .430 | .348 | .800 | 6.9 | 4.6 | 1.9 | 1.2 | 19.8 |
| 2000  | L.A. Lakers | 22  | 22  | 39.0 | .442 | .344 | .754 | 4.5 | 4.4 | 1.5 | 1.5 | 21.1 |
| 2001  | L.A. Lakers | 16  | 16  | 43.4 | .469 | .324 | .821 | 7.3 | 6.1 | 1.6 | .8  | 29.4 |
| 2002  | L.A. Lakers | 19  | 19  | 43.8 | .434 | .379 | .759 | 5.8 | 4.6 | 1.4 | .9  | 26.6 |
| 2003  | L.A. Lakers | 12  | 12  | 44.3 | .432 | .403 | .827 | 5.1 | 5.2 | 1.2 | .1  | 32.1 |
| 2004  | L.A. Lakers | 22  | 22  | 44.2 | .413 | .247 | .813 | 4.7 | 5.5 | 1.9 | .3  | 24.5 |
| 2006  | L.A. Lakers | 7   | 7   | 44.9 | .497 | .400 | .771 | 6.3 | 5.1 | 1.1 | .4  | 27.9 |
| 2007  | L.A. Lakers | 5   | 5   | 43.0 | .462 | .357 | .919 | 5.2 | 4.4 | 1.0 | .4  | 32.8 |
| 2008  | L.A. Lakers | 21  | 21  | 41.1 | .479 | .302 | .809 | 5.7 | 5.6 | 1.7 | .4  | 30.1 |
| 2009  | L.A. Lakers | 23  | 23  | 40.8 | .457 | .349 | .883 | 5.3 | 5.5 | 1.7 | .9  | 30.2 |
| 2010  | L.A. Lakers | 23  | 23  | 40.1 | .458 | .374 | .842 | 6.0 | 5.5 | 1.4 | .7  | 29.2 |
| 2011  | L.A. Lakers | 10  | 10  | 35.4 | .446 | .293 | .820 | 3.4 | 3.3 | 1.6 | .3  | 22.8 |
| 2012  | L.A. Lakers | 12  | 12  | 39.7 | .439 | .283 | .832 | 4.8 | 4.3 | 1.3 | .2  | 30.0 |
| Total | Total       | 220 | 200 | 39.3 | .448 | .331 | .816 | 5.1 | 4.7 | 1.4 | .6  | 25.6 |

## Logros y reconocimientos

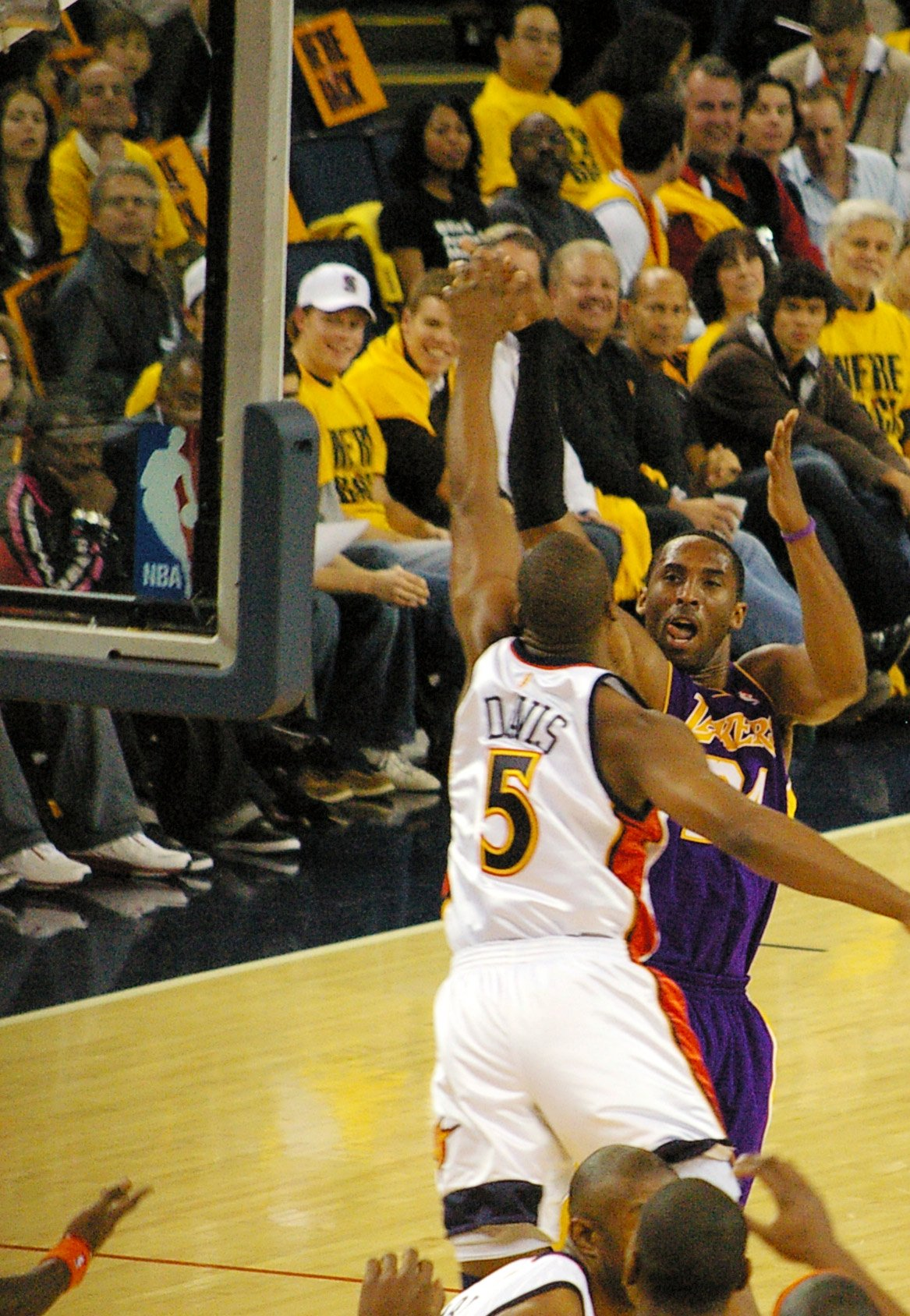
Bryant lanzando a canasta en un partido ante Golden State Warriors.

- MVP de las Finales de la NBA: 2009, 2010
- 5 veces campeón de la NBA: 2000, 2001, 2002, 2009, 2010
- MVP de la temporada regular: 2008
- 2 veces máximo anotador: 2006, 2007
- 18 veces All-Star: 1998, 2000, 2001, 2002, 2003, 2004, 2005, 2006, 2007, 2008, 2009, 2010, 2011, 2012, 2013, 2014, 2015, 2016.
  - 11 apariciones consecutivas (No hubo All-Star Game en el 99 Y se perdió el All-Star Game del 2010 por una lesión)
  - 4 veces MVP del All-Star Game: 2002, 2007, 2009 2011
  - Máximo anotador de la historia en el All Stars (año 2012)
  - Campeón del Concurso de Mates del All Star: 1997
- 11 veces en el mejor quinteto de la NBA: 2002, 2003, 2004, 2006, 2007, 2008, 2009, 2010, 2011, 2012, 2013
  - 2 veces en el segundo mejor quinteto de la NBA: 2000, 2001
  - 2 veces en el tercer mejor quinteto de la NBA: 1999, 2005
- 9 veces en el mejor quinteto defensivo de la NBA: 2000, 2003, 2004, 2006, 2007, 2008, 2009, 2010, 2011
  - 3 veces segundo mejor quinteto defensivo de la NBA: 2001, 2002, 2012
- Segundo mejor quinteto de rookies: 1997

Honores
- Su dorsal 33 fue retirado por Lower Merion en 2002.[235]
- Sus dorsales #8 y #24 fueron retirados por Los Angeles Lakers en diciembre de 2017.
- Elegido en el Equipo del 75 aniversario de la NBA en 2021.

Líder en temporada regular
- - puntos: 2003 (2 461), 2006 (2 832, 7º en la historia), 2007 (2 430), 2008 (2 323)
  - puntos por partido: 2006 (35.4, 9º en la historia), 2007 (31.6)
  - tiros de campo intentados: 2006 (2 173), 2007 (1 757), 2008 (1 690)
  - tiros de campo convertidos: 2003 (868), 2006 (978), 2007 (813)
  - tiros libres intentados: 2007 (768)
  - tiros libres convertidos: 2006 (696), 2007 (667)
- Segunda anotación más alta en un partido: 81, el 22 de enero de 2006 contra Toronto Raptors

Jugador más joven en llegar a los 28 000 puntos
- Jugador más joven en llegar a los 30 000 puntos[132]
- Jugador más joven en ser incluido en el mejor quinteto defensivo (1999-00)
- Jugador más joven en ganar el concurso de mates (18 años, 175 días) en 1997
- Uno de los tres jugadores capaces de anotar 35 o más puntos en 13 partidos consecutivos (los otros son Allen Iverson y LeBron James).
- Uno de los tres jugadores capaces de anotar 40 o más puntos en 9 partidos consecutivos (los otros son Michael Jordan y Wilt Chamberlain)
- Uno de los tres jugadores capaces de anotar 45 o más puntos en 4 partidos consecutivos (los otros son Allen Iverson y Wilt Chamberlain).
- Uno de los dos jugadores capaces de promediar 40 o más puntos por partido durante un mes entero en 2 ocasiones diferentes (40,6 en febrero de 2003 y 43,4 en enero de 2006; el otro es Wilt Chamberlain)

### Otros premios
- Medalla de oro con la selección estadounidense en el Torneo de las Américas de Las Vegas 2007.[237]
- 1995 Adidas ABCD Camp Senior MVP.[238]
- 1996 Naismith High School Player of the Year.[239]
- 1996 Gatorade Circle of Champions High School Player of the Year.[239]
- 1996 National High School Player of the Year por USA Today y Parade Magazine.[240]
- 1996 McDonald's High School All-American.[239]
- 1996 USA Today All-USA First Team.[241]
- Lideró al Instituto Lower Merion a un récord de 31-3, incluyendo 27 partidos seguidos ganados, y el título estatal PIAA Clase AAAA como sénior (1996).[239]
- Máximo anotador de todos los tiempos de la escuela Southeastern Pennsylvania con 17 336 puntos.[239]
- BET Awards, 2 veces Sportsman of the Year: 2003, 2008.
- Premio Oscar al mejor cortometraje animado de 2018.

### Partidos ganados sobre la bocina
|      | con Los Angeles Lakers       |
| (PO) | Denota un partido de PlayOff |

| Número | Tiro               | Margen | Resultado | Oponente               | Fecha                   |
| ------ | ------------------ | ------ | --------- | ---------------------- | ----------------------- |
| 1      | Tiro en suspensión | Empate | 96-94     | Charlotte Hornets      | 22 de febrero de 2002   |
| 2      | Tiro en suspensión | -1     | 102-101   | Memphis Grizzlies      | 4 de abril de 2003      |
| 3      | Tiro en suspensión | Empate | 99-101    | Denver Nuggets         | 19 de diciembre de 2003 |
| 4      | Tiro de tres       | -2     | 105-104   | Portland Trail Blazers | 14 de abril de 2004     |
| 5 (PO) | Tiro en suspensión | -1     | 98-99     | Phoenix Suns           | 30 de abril de 2006     |
| 6      | Tiro de tres       | -2     | 107-108   | Miami Heat             | 4 de diciembre de 2009  |
| 7      | Tiro en suspensión | -1     | 107-106   | Milwaukee Bucks        | 16 de diciembre de 2009 |
| 8      | Tiro de tres       | -2     | 108-109   | Sacramento Kings       | 1 de enero de 2010      |

### Récords de la NBA
- En el momento de su retirada era el tercer máximo anotador en la historia de la liga: 33 643 puntos (siendo superado solamente por Kareem Abdul-Jabbar y Karl Malone)[244]

### Récords con los Lakers
Kobe Bryant posee 30 récords de la franquicia de Los Angeles Lakers:
- Puntos

- Temporada: 2832 (2005-06)
- Partido: 81 (22 de enero de 2006 vs. Toronto Raptors)
- Parte: 55 (2.ª Parte, 22 de enero de 2006 vs. Toronto Raptors)
- Cuarto: 30 (dos veces, la más reciente el 30 de noviembre de 2006 en el tercer cuarto vs. Utah Jazz)
- Partidos anotando 50 puntos o más: 21
- Más puntos en una despedida de la NBA, con 60 puntos el 13 de abril de 2016 vs Utah Jazz
- Partidos anotando 50 puntos o más en una temporada: 10 (2006-07)
- Partidos anotando 40 puntos o más en una temporada: 27 (2005-06)
- Partidos consecutivos anotando 50 puntos o más: 4 (16 de marzo–23 2007)
- Partidos consecutivos anotando 40 puntos o más: 9 (6 de febrero –23 de febrero de 2003)
- Partidos consecutivos anotando 20 puntos o más en una temporada: 62 (9 de diciembre de 2005–19 de abril de 2006)
- Jugador con más puntos anotados en la historia de la franquicia: 30 004 (5 de diciembre de 2012).

- Tiros de campo anotados

- Parte: 18 (2.ª Parte, 22 de enero de 2006 vs. Toronto Raptors)
- Cuarto: 11 (2 de febrero de 1999 vs. Seattle SuperSonics)

- Tiros libres anotados

- Partidos: 23 (dos veces, la más reciente el 31 de enero de 2006 vs. New York Knicks)
- Parte: 16 (30 de enero de 2001 vs. Cleveland Cavaliers)
- Cuarto: 14 (tercer cuarto, 20 de diciembre de 2005 vs. Dallas Mavericks)
- Cuarto, playoffs: 11 (empatado con 3 jugadores; 8 de mayo de 1997 vs. Utah Jazz)
- Consecutivos: 62 (22 de enero de 2006)

- Triples anotados

- Carrera: 1827 (1996–2016)
- Carrera, playoffs: 292 (1996–2016)
- Partido: 12 (7 de enero de 2003 vs. Seattle SuperSonics)
- Parte: 8 (1.ª parte, 28 de marzo de 2003 vs. Washington Wizards)
- Consecutivos: 9 (7 de enero de 2003 vs. Seattle SuperSonics)

- Triples intentados

- Carrera: 5546 (1996–2016)
- Carrera intentados, playoffs: 882 (1996–2016)
- Temporada, intentados: 518 (2005-06)
- Partido, intentados: 21 (13 de abril de 2016 vs Utah Jazz)

- Robos de balón

- Parte: 6 (empatado con 3 jugadores; 13 de febrero de 2006 vs. Utah Jazz)
- Cuarto, playoffs: 3 (empatado con 6 jugadores; 17 de mayo de 1999 vs. San Antonio Spurs)
- Carrera: 1944 (1996–2016)